# Anthurium cordatotriangulum
Anthurium cordatotriangulum är en kallaväxtart som beskrevs av Eizi Matuda. Anthurium cordatotriangulum ingår i släktet Anthurium och familjen kallaväxter. Inga underarter finns listade.